# Chandra Bahadur Dangi
Chandra Bahadur Dangi (nepalese: चन्द्रबहादुर डाँगी|चन्द्रबहादुर डाँगी) (Kalimati, 30 novembre 1939 – Pago Pago, 3 settembre 2015) è stato l'uomo più basso nella storia della medicina.

## Biografia
Dangi era nato a Kalimati nel Distretto di Salyan in Nepal, era alto 54,60 cm e al momento del Guinness (2012) pesava circa 14,5 kg. Tutti i suoi parenti sono di altezza normale. Dangi soffriva di nanismo primordiale.
Viveva con i suoi fratelli in un piccolo villaggio del Nepal. Per riconoscere la sua altezza l'incaricato del Guinness dei primati lo ha misurato 3 volte al giorno.
Il precedente record apparteneva a Gul Mohammed che misurava 55,88 centimetri.

### Morte
Chandra Bahadur Dangi è morto il 3 settembre 2015 all'età di 75 anni, ricoverato da giorni per una polmonite. Il corpo è stato in seguito cremato.